# Indywidualne Mistrzostwa Świata w Ice Speedwayu 1969
Indywidualne Mistrzostwa Świata na lodzie 1969 – cykl zawodów motocyklowych na lodzie, mający na celu wyłonienie medalistów indywidualnych mistrzostw świata w sezonie 1969. Tytuł wywalczył Gabdrachman Kadyrow ze Związku Radzieckiego.

## Historia i zasady
Jednodniowy finał rozegrany w zachodnioniemieckim Inzell poprzedziły dwa trzyrundowe półfinały rozgrywane w Szwecji i Związku Radzieckim. Z każdego półfinału mogło awansować maksymalnie dwóch reprezentantów jednego państwa.
Półfinał szwedzki (21 - 25 lutego)
Rundy półfinałowe rozegrane zostały w Sztokholmie, Nässjö i Örebro. Wszystkie zwyciężył Gabdrachman Kadyrow z maksymalną liczbą 45 punktów, kolejne miejsca zajęli jego rodacy Władimir Cybrow i Władimir Smirnow.
Półfinał radziecki
Dwie rundy rozegrane zostały w Ufie, jedna w Moskwie. Najlepszym w klasyfikacji półfinału był Boris Samorodow z 42 punktami, o jeden punkt wyprzedając Jurija Łombockiego, a o dwa Aleksandra Kuczerenkę.
Finał (9 marca)
Tytuł mistrzowski obronił Gabdrachman Kadyrow, który zdobył 14 punktów. Jedynie w 20. biegu uległ on Władimirowi Cybrowowi, dla którego było to czwarte biegowe zwycięstwo. Bieg 20. mógł decydować o tytule mistrzowskim gdyby nie upadek Cybrowa w biegu 10., w którym rywalizował z Jurijem Łombockim. Cztery zwycięstwa i zgromadzone 12 punktów wystarczyło Cybrowowi do zajęcia trzeciego miejsca, które zajął po biegu dodatkowym z Antonínem Švábem.

## Uczestnicy
Obsada mistrzostw została ustalona na podstawie eliminacji półfinałów rozegranych w Szwecji i Związku Radzieckim. Z każdego półfinału awansowało po 7 zawodników, przy czym nie więcej niż dwóch z każdego kraju. Z dzikimi kartami wystartowało dwóch zawodników gospodarzy - Josef Aigner i Peter Knott. Z przyczyn politycznych w finale nie wzięli udziału zakwalifikowani zawodnicy z Niemieckiej Republiki Demokratycznej. Zastąpili ich zawodnicy szwedzcy, którzy zajęli dalsze miejsca w półfinałach. W zawodach brała też udział czteroosobowa rezerwa toru.

### Stali uczestnicy
| (1) Boris Samorodow – zwycięzca półfinału radzieckiego (2) Josef Aigner – dzika karta (3) Antonín Šváb – awans z półfinału radzieckiego (4) Peter Liebing – 7. miejsce w półfinale szwedzkim (5) Władimir Cybrow – 2. miejsce w półfinale szwedzkim (6) Yngve Nilsson – 6. miejsce w półfinale szwedzkim (7) Jochen Dinse – awans z półfinału radzieckiego (8) Alois Müller – awans z półfinału radzieckiego | (9) Jaroslav Machač – awans z półfinału radzieckiego (10) Antonín Kasper – 10. miejsce w półfinale szwedzkim (11) Hans-Jürgen Fritz – 5. miejsce w półfinale szwedzkim (12) Andrew Ross – awans z półfinału radzieckiego (13) Peter Knott – dzika karta (14) Gabdrachman Kadyrow – zwycięzca półfinału szwedzkiego (15) Jurij Łombocki – 2. miejsce w półfinale radzieckim (16) Kurt Westlund – 4. miejsce w półfinale szwedzkim |

### Rezerwowi
(4)  Conny Samuelsson – 8. miejsce w półfinale szwedzkim
(7)  Sven Renlund – awans z półfinału radzieckiego
(11)  Olle Åhnström – 9. miejsce w półfinale szwedzkim
(17)  Alfred Aberl – rezerwa toru
(18)  Christian Eichhorn – rezerwa toru
(19)  Konrad Hollerieth – rezerwa toru
(20)  Alex Jakob – rezerwa toru

## Terminarz
| Etap               | Lp. | Data      | Stadion            | Miasto    | Zwycięzca           |
| ------------------ | --- | --------- | ------------------ | --------- | ------------------- |
| Półfinał szwedzki  | 1   | 21 lutego | Stockholms stadion | Sztokholm | Gabdrachman Kadyrow |
| Półfinał szwedzki  | 2   | 23 lutego | Motorstadion       | Nässjö    | Gabdrachman Kadyrow |
| Półfinał szwedzki  | 3   | 25 lutego | Vinterstadion      | Örebro    | Gabdrachman Kadyrow |
| Półfinał radziecki | 1   | b.d.      | Stroitiel          | Ufa       | b.d.                |
| Półfinał radziecki | 2   | b.d.      | Stroitiel          | Ufa       | b.d.                |
| Półfinał radziecki | 3   | b.d.      | Dinamo             | Moskwa    | b.d.                |
| Finał              | 1   | 9 marca   | Eisstadion         | Inzell    | Gabdrachman Kadyrow |

## Klasyfikacja końcowa
| Poz | Zawodnik                 | Punkty |
| --- | ------------------------ | ------ |
| 1   | (14) Gabdrachman Kadyrow | 14     |
| 2   | (15) Jurij Łombocki      | 13     |
| 3   | (5) Władimir Cybrow      | 12+3   |
| 4   | (3) Antonín Šváb         | 12+u   |
| 5   | (1) Boris Samorodow      | 10     |
| 6   | (10) Antonín Kasper      | 9      |
| 7   | (9) Jaroslav Machač      | 8      |
| 8   | (16) Kurt Westlund       | 8      |
| 9   | (4) Conny Samuelsson     | 7      |
| 10  | (6) Yngve Nilsson        | 7      |
| 11  | (13) Peter Knott         | 5      |
| 12  | (12) Andrew Ross         | 5      |
| 13  | (7) Sven Renlund         | 4      |
| 14  | (2) Josef Aigner         | 3      |
| 15  | (11) Olle Åhnström       | 2      |
| 16  | (18) Christian Eichhorn  | 1      |
| 17  | (17) Alfred Aberl        | 0      |
| 18  | (20) Alex Jakob          | 0      |
| 19  | (19) Konrad Hollerieth   | ns     |